# Pílula do dia seguinte
A pílula contracetiva de emergência, também conhecida como pílula do dia seguinte, da manhã seguinte ou pílula Postday, refere-se a um grupo reduzido de contracetivos orais de emergência femininos compostos pelo acetato de ulipristal, a mifepristona e o levonorgestrel aos quais pode juntar-se o meloxicam. Estes medicamentos são usados para prevenir a gravidez indesejada, incluindo a gravidez na adolescência, desde as primeiras horas e até 2 dias (48 horas) após a relação sexual desprotegida. A eficácia na redução do risco de gravidez de pílulas contracetivas de emergência é, segundo a Organização Mundial de Saúde, entre 52% a 94% mais eficaz quanto mais cedo for feita após a relação sexual.
O acetato de ulipristal e o levonorgestrel são contracetivos hormonais pós-coito de referência na América e na Europa Ocidental. Na China e na Rússia, a contraceção de emergência mais utilizado é a mifepristona. Vários estudos, ainda que em fases iniciais, com o anti-inflamatório não esteróide meloxicam, concluíram que este tem uma elevada eficácia como contracetivo emergência.

A pílula do dia seguinte, como acontece com todos os contraceptivos orais, não protege contra as doenças sexualmente transmissíveis (DSTs). O preservativo é o único método contracetivo que protege contra a maioria das DSTs.
A pílula do dia seguinte não é um método de contraceção regular, devendo ser usada apenas enquanto método de contraceção de emergência.

## Evolução da contraceção de emergência hormonal
Na contraceção hormonal de emergência, as elevadas doses de estrogénio foram o primeiro sistema utilizado, mas que teve efeitos gastrointestinais colaterais significativos. Posteriormente, surgiu o método de Yuzpe, que envolve o uso de elevadas doses tanto de estrogénio (embora em menor quantidade) como de progesterona, tomada em duas doses, em intervalos de doze horas. Quando utilizada de forma correta, esta técnica garante 75% de eficácia, mas esta diminuía consideravelmente se a sua administração se atrasar após a relação sexual, além de ter causado mais efeitos colaterais do que o método de uso exclusivo de progesterona. 

### O Levonorgestrel
O Levonorgestrel é uma hormona esteróide que previne a ovulação sem ter um efeito importante sobre o endometrio impedido a fecundação do Ovulo. Mais conhecida pela "pilula do dia seguinte" denominação do senso comum, pode no entanto usar-se durante os 3 - 5 dias seguintes (72-120 horas) após a relação sexual o coito. No folheto informativo do Postinor (Levonorgestrel) está: "Postinor é um contracetivo de urgência que pode se utilizado dentro das 72 horas (3 dias) seguintes a ter mantido relações sexuais sem proteção ou se o método contracetivo habitual falhou." Disponivel em regime de venda livre em qualquer farmacia de Portugal, www.postinor.pt.
Uma ultima recomendação da EMA vem reforçar a segurança do levonorgestrel nas utentes que tomam indutores enzimaticos* do figado, onde a dose pode ser reforçada para 3,0 mg nas 1ª 72 horas, http://www.ema.europa.eu/ema/index.jsp?curl=pages/medicines/human/referrals/Levonelle_1500_microgram_tablets_and_associated_names/human_referral_000405.jsp&mid=WC0b01ac05805c516f

### O Acetato de Ulipristal
Comercializado desde 2009 na Europa, o acetato de ulipristal, marca ellaOne® (HRA Pharma), está disponível em vários países europeus, incluindo Espanha e Portugal. Entrou em comercialização em Portugal em março de 2010, sob prescrição médica. 
O acetato de ulipristal é considerado por Horacio Croxatto - especialista em Contracepção de emergência e criador do implante subcutâneo - como o método contracetivo de emergência não hormonal mais eficaz para as mulheres, sendo cinco vezes mais potente do que o levonorgestrel na inibição ou atraso da ovulação. Além disso, em comparação com o levonorgestrel, é três vezes mais eficaz se administrado dentro de 24 horas, duas vezes se tomada dentro de 72 horas, após a relação sexual desprotegida ou falha do método contracetivo usado.
O primeiro país que comercializou a pílula dos 5 dias foi a França. A agência governamental norte-americana FDA (Food and Drug Administration), liberou este método contracetivo de emergência em agosto [http://g1.globo.com/ciencia-e-saude/noticia/2010/08/eua-liberam-pilula-do-dia-seguinte-que-pode-ser-tomada-5-dias-apos-sexo.html  http://g1.globo.com/ciencia-e-saude/noticia/2010/08/eua-liberam-pilula-do-dia-seguinte-que-pode-ser-tomada-5-dias-apos-sexo.html] de 2010.    
Recomendação Especial, contraindicado em todas as mulheres que tomem indutores enzimaticos do figado*.   
*Alguns medicamentos para o tratamento da epilepsia (e.g. barbituricos, primidona (Mysoline 250), fenitoína, carbamazepina)   
Alguns medicamentos para o tramento da tuberculose( e.g. rifampicina, rifabutina)
Alguns medicamentos para o tratamento do HIV (e.g. rinotavir, efavirenz)
Alguns antifungicos (e.g. griseofulvina)
Fitoterapeuticos que contenham erva de S. João (Hypericum perforatum)

## Mecanismo de ação
Nem sempre a pílula é eficaz em impedir a ovulação. Quando ela não consegue impedi-la e ocorre a fecundação, forma-se o zigoto, mas a pílula impede a sua nidação através de alterações causadas à espessura do endométrio,

## Vantagens e Desvantagens

### Vantagens
- Podem ser tomadas após a relação sexual: até três dias (levonorgestrel) ou cinco dias (acetato de ulipristal);
- Possibilidade de continuar a utilizar pílulas contracetivas regulares de controlo de natalidade.

### Desvantagens
- Não oferece proteção contra doenças sexualmente transmissíveis
- Deve ser utilizado no prazo de 72 horas após a relação sexual (levonorgestrel) ou nas 120 horas seguintes (acetato de ulipristal). A sua eficácia é maior nas 24 horas após a relação e vai diminuindo ao longo do tempo
- Efeitos adversos muito frequentes: tonturas, dor de cabeça, náuseas, dores abdominais, aumento da sensibilidade mamária, menstruação atrasada, menstruação excecionalmente intensa, sangramento, fadiga. Efeitos adversos frequentes: diarreia e vómitos.

## Referencias
1. ↑  Emergency Contraception: A Last Chance to Prevent Unintended Pregnancy, James Trussell, Elizabeth G. Raymond, MD,
2. ↑  World Health Organization, WHO. (1998).
3. ↑  P.G.L. Lalitkumar, S. Lalitkumar, C.X. Meng, A. Stavreus-Evers, F. Hambiliki, U. Bentin-Ley and Kristina Gemzell-Danielsson - (2007)
4. ↑  Organización Mundial para la Salud (octubre 2005).
5. ↑  https://www.prospectomedico.com/postinor_1500_microgramos_comprimido
6. ↑   Chris Kahlenborn, Rebecca Peck, Walter B. Severs, Mechanism of action of levonorgestrel emergency contraception, 2015.
7. ↑  Watson Pharma (under license from HRA Pharma) (May 2, 2012). "Prescribing information: Ella; 12.1 Mechanism of action" (PDF). Silver Spring, Md.: FDA Center for Drug Evaluation and Research (CDER). pp. 4–5. When taken immediately before ovulation is to occur, ella postpones follicular rupture. The likely primary mechanism of action of ulipristal acetate for emergency contraception is therefore inhibition or delay of ovulation; however, alterations to the endometrium that may affect implantation may also contribute to efficacy... The pharmacodynamics of ulipristal acetate depends on the timing of administration in the menstrual cycle. Administration in the mid-follicular phase causes inhibition of folliculogenesis and reduction of estradiol concentration. Administration at the time of the luteinizing hormone peak delays follicular rupture by 5 to 9 days. Dosing in the early luteal phase does not significantly delay endometrial maturation but decreases endometrial thickness by 0.6 ± 2.2 mm (mean ± SD).